# Patent Pending
Patent Pending is het eerste muziekalbum van Johnny Almond. Hij speelt daarop instrumentale muziek, die tussen de blues en jazz inhangt. Soms lijkt zijn fluitspel op dat van Thijs van Leer ten tijde van Focus. De begeleidingsband bestaat uit een aantal anno 2008 onbekende musici. Alleen Alan White is een aansprekende naam.

## Musici
- Johnny Almond – altsaxofoon, tenorsaxofoon, baritonsaxofoon, dwarsfluit, altdwarsfluit, vibrafoon, orgel, mellotron en basklarinet ;
- Geoff Condon – trompet, flugelhorn
- Johnny Wiggins – piano; orgel;
- Jimmy Crawford – gitaar;
- Steve Hammond – gitaar;
- Roger Sutton – basgitaar
- Alan White – slagwerk

## Composities
Allen van Almond, behalve waar aangegeven:
1. Ensingle (4:40)
2. Before dawn (Yusef Lateef) (6:28)
3. Voodoo forest (3:29)
4. Solar level (3:52)
5. To R.K. (2:35)
6. Reversed for two horns (5:41)
7. Pequeno Nova (6:43)
8. Tales of junior (4:11)